# Wilhelm Vayhinger
Wilhelm Vayhinger (* 8. Mai 1805 in Meimsheim; † 7. Januar 1877 in Stuttgart) war ein württembergischer Beamter und Politiker.

## Leben
Wilhelm Vayhinger besuchte das Gymnasium in Stuttgart und studierte Cameralia in Tübingen. Während seines Studiums wurde er 1823 Mitglied der Burschenschaft Germania Tübingen. Später war er Obersteuerrat in Stuttgart und Referent in Zollvereins-Angelegenheiten.
Vayhinger war Mitglied der Zweiten Kammer der Württembergischen Landstände von 1868 bis 1870 für das Oberamt Spaichingen. Von 1868 bis 1870 gehörte er außerdem als Abgeordneter des Wahlkreises Württemberg 17 (Balingen, Rottweil, Tuttlingen, Spaichingen) dem Zollparlament an.